# ホルンゼート
ホルンゼート（ドイツ語: Hollnseth）は、ドイツ連邦共和国ニーダーザクセン州クックスハーフェン郡に属す町村（以下、本項では便宜上「町」と記述する）である。この町はザムトゲマインデ・ベルデ・ラムシュテットに属している。この町は、アベンゼート、ホレン、ランゲルンの集落からなる。メーエ川が町域東部を流れている。

## 歴史
ホルンゼート町は、1972年7月1日にアベンゼートとホレンが合併して成立した。ホレンは1004年、アベンゼートは1510年に初めて文献に記録されている。

## 行政

### 議会
ホルンゼートの議会は、9人の議員で構成されている。これは人口 501人から1000人のザムトゲマインデに属す町村の議員定数である。9人の議員は5年ごとに住民の選挙で選出される。

### 首長
町議会は、議員のメラニー・シュテフェンス (Wählergemeinschaft Hollen) を任期中の名誉職の町長に選出した。

### 紋章
図柄: 青地に4つの金色の自在鉤。2つは左、2つは右を向いている。その上部に、銀色の波帯から半分だけ現れた金の歯車
解説: 紋章の図柄は、アベンゼートとホレンの紋章に由来する。これらを統合して新しい町ホルンゼートの紋章が創られた。

## 文化と見所
2004年の1000年祭に伴って、1棟の倉庫がホレンの歴史を展示する施設に改築された。これはホレン・ドキュメント博物館として入館することができる。

## 関連文献
- Udo Theuerkauf (1997). Samtgemeinde Börde Lamstedt. ed. Kleine Heimatkunde der Börde Lamstedt. Lamstedt
- Michael Schwieger (2004). Hollener Chronik, Books on Demand. ISBN 978-3-8334-1022-2
- Michael Schwieger, ed (2007). Abbensether Chronik. Books on Demand. ISBN 978-3-8334-7843-7

これらの文献は、翻訳元であるドイツ語版の参考文献として挙げられていたものであり、日本語版作成に際し直接参照してはおりません。